# Реслманія 29
Реслманія 29 (англ. WrestleMania 29) — двадцять дев'яте щорічне pay-per-view видовище Реслманія, проведене федерацією реслінгу WWE. Шоу відбулося 7 квітня 2013 в Іст-Резерфорді, штат Нью-Джерсі, США.

## Поєдинки
| #                                | Поєдинок                                                                                        | Тип матчу                                                         | Час   |
| -------------------------------- | ----------------------------------------------------------------------------------------------- | ----------------------------------------------------------------- | ----- |
| Pre-show                         | Міз переміг Вейд Баретта (c)                                                                    | Поєдинок один на один за титул інтерконтинентального чемпіона WWE |       |
| 1                                | The Shield (Дін Эмброус, Сет Роллінс, і Роман Рейнс) перемогли Шеймуса, Ренді Ортона, і Біг Шоу | Командний матч 3 на 3                                             | 10:36 |
| 2                                | Марк Генрі переміг Райбека                                                                      | Поєдинок один на один                                             | 9:31  |
| 3                                | Team Hell No (Кейн і Деніел Брайан) (c) перемогли Дольфа Зігглера і Біг І Ленгстона (з AJ Lee)  | Командный матч за титули командних чемпіонів WWE                  | 7:18  |
| 4                                | Фанданго переміг Кріс Джеріко                                                                   | Поєдинок один на один                                             | 9:13  |
| 5                                | Альберто Дель Ріо (з Рікардо Родрігес) (c) переміг Джека Сваггера (з Зеб Колтер)                | Поєдинок один на один за титул чемпіона світу у важкій вазі       | 10:30 |
| 6                                | Андертейкер переміг СМ Панка (з Полом Хейманом)                                                 | Поєдинок один на один                                             | 22:08 |
| 7                                | Triple H (з Шоном Майклзом) переміг Брока Леснара (з Полом Хейменом)                            | Матч «без правил». Кар'єра Triple H на кону                       | 24:01 |
| 8                                | Джон Сіна переміг Скалу (c)                                                                     | Поєдинок один на один за титул чемпіона WWE                       | 24:00 |
| (c) — чемпіон на момент поєдинку |                                                                                                 |                                                                   |       |

## Виробництво
Квитки на шоу надійшли в продаж 10 листопада 2012 року. У перший же день було продано 52 029 квитків, побивши рекорд Реслманія X-8, коли в перший день було продано 51 620 квитків. Також був встановлений рекорд по доходу від продажу квитків — понад 10 млн доларів, що більше ніж збори від продажу квитків в перший день на Реслманія XXVIII — 6,3 млн доларів (частково через підвищення ціни на квитки).

## Зауваження
1. ↑  Intercontinental Champion Wade Barrett vs. The Miz. Архів оригіналу за 27 серпня 2013. Процитовано 26 березня 2013.
2. ↑  Randy Orton, Sheamus & Big Show vs. The Shield. Архів оригіналу за 27 серпня 2013. Процитовано 25 березня 2013.
3. ↑  Ryback vs. Mark Henry. Архів оригіналу за 27 серпня 2013. Процитовано 18 березня 2013.
4. ↑  WWE Tag Team Champions Team Hell No vs. Dolph Ziggler & Big E Langston. Архів оригіналу за 27 серпня 2013. Процитовано 18 березня 2013.
5. ↑  Chris Jericho vs. Fandango. Архів оригіналу за 27 серпня 2013. Процитовано 25 березня 2013.
6. ↑  World Heavyweight Champion Alberto Del Rio vs. Jack Swagger. Архів оригіналу за 27 серпня 2013. Процитовано 18 лютого 2013.
7. ↑  The Undertaker vs. CM Punk. Архів оригіналу за 27 серпня 2013. Процитовано 5 березня 2013.
8. ↑  Triple H vs. Brock Lesnar (No Holds Barred Match; If Lesnar wins, Triple H must retire). Архів оригіналу за 27 серпня 2013. Процитовано 18 березня 2013.
9. ↑  WWE Champion The Rock vs. John Cena. WWE. Архів оригіналу за 27 серпня 2013. Процитовано 25 лютого 2013.
10. ↑  Caldwell, James. WWE NEWS: WM29 tops $ 10 million in ticket sales, WWE announces two records broken. Pro Wrestling Torch. Архів / artman2/publish/WWE_News_3/article_66583.shtml оригіналу за 3 лютого 2013. Процитовано 15 листопада 2012.